# Zöllnerstraße 17 (Weimar)

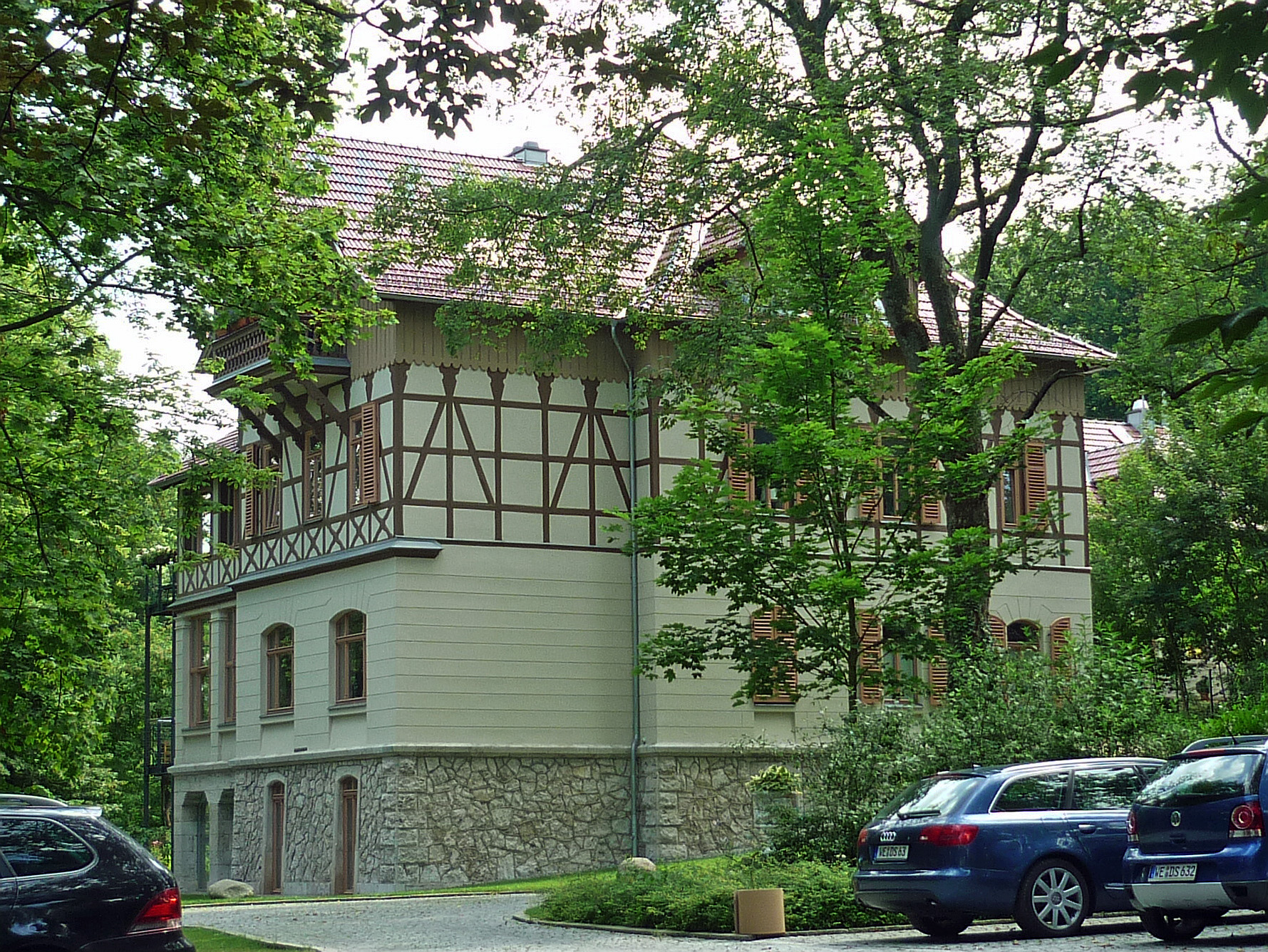
Zöllnerstraße 17

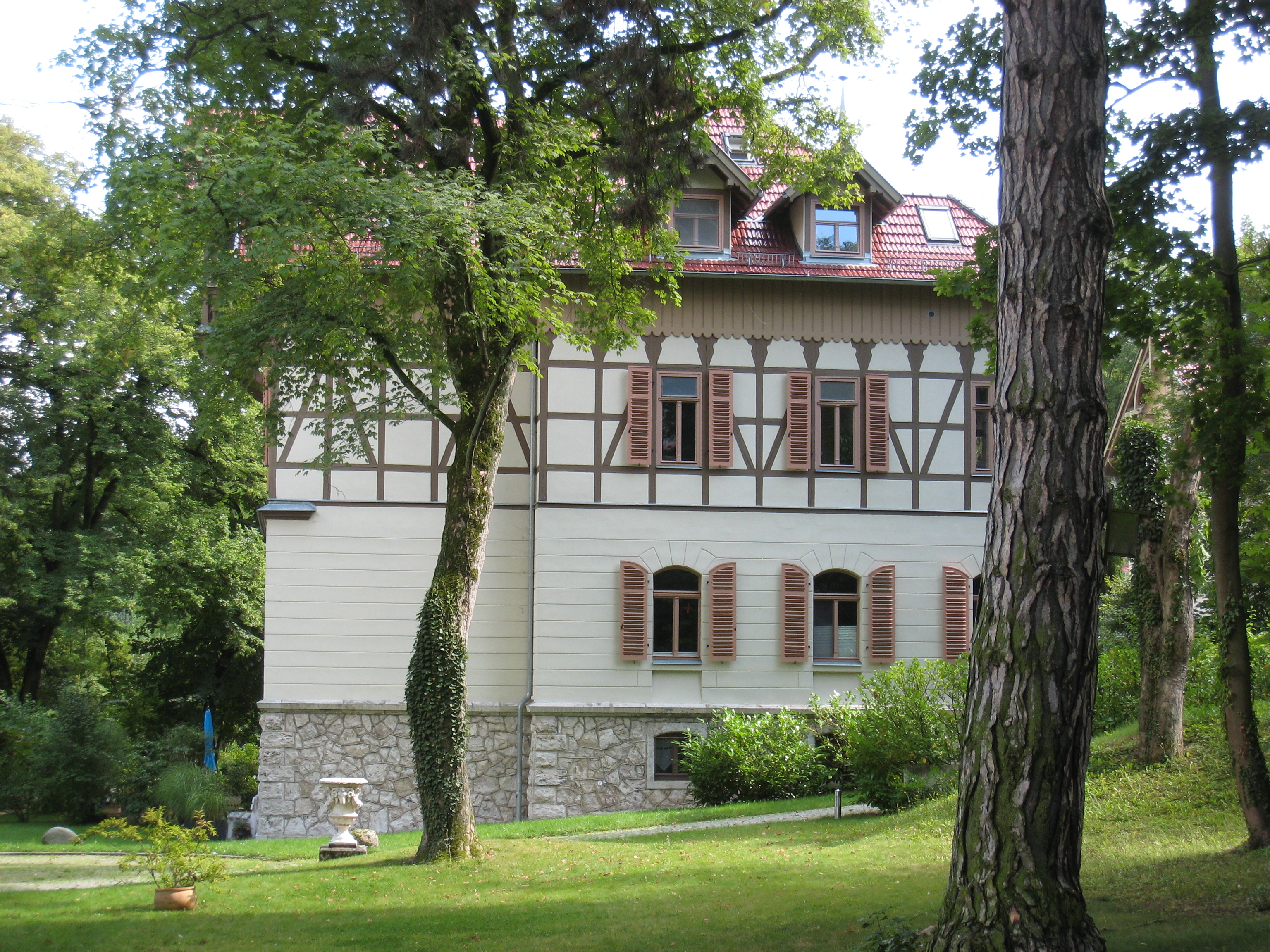
Zöllnerstraße 17

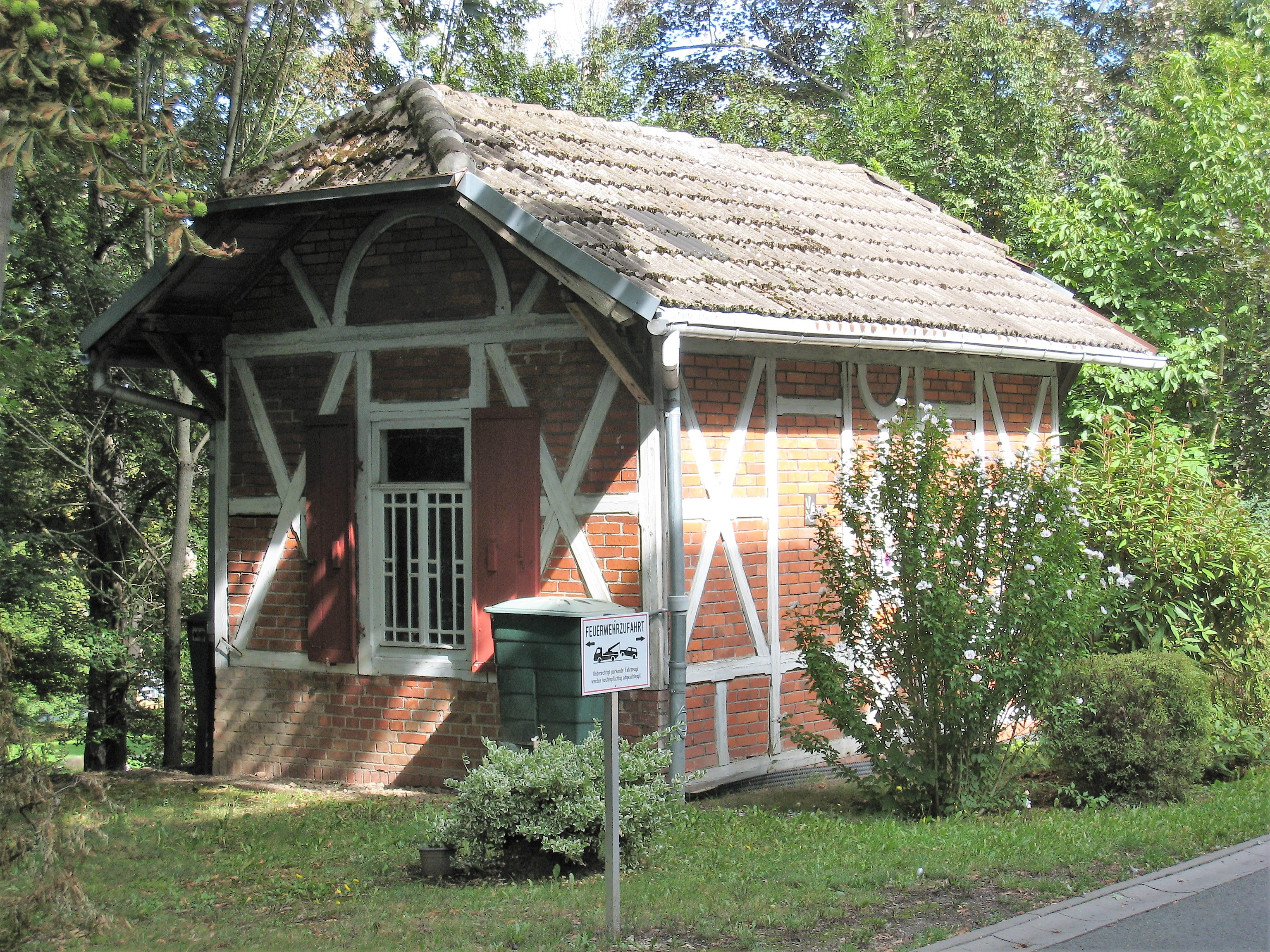
Teepavillon Zöllnerstraße 17a

Das Wohnhaus mit Gartenanlage, Nebengebäude und Teehaus Zöllnerstraße 17 bzw. Zöllnerstraße 17a ist eine denkmalgeschützte Wohnanlage in der Westvorstadt von Weimar.

## Beschreibung
Die Villa im Landhausstil entstand 1894/95 nach dem Entwurf des Baugewerkenmeisters Hugo Kögler im Auftrag des Kaufmanns Karl Anding. Das Gebäude ist zweieinhalbgeschossig und steht inmitten einer gärtnerisch gestalteten Anlage am Nordwesthang des Böckelsberges unterhalb von dem Hasenwäldchen. Das Grundstück wurde von der Gutenbergstraße her erschlossen. Im Keller und Erdgeschoss besteht die Villa aus Backstein mit Bruchsteinverkleidung, während die oberen Geschosse aus Fachwerk errichtet sind. Der Sockel weist Krampfaderfugen und Bossenquader an den Ecken auf. Das Gebäude besitzt ein Walmdach mit Mansarden. Der Grundriss ist unregelmäßig. Die Nr. 17a war die Hausmeisterwohnung, die 2008 durch eine baugleiche Kopie ersetzt wurde. Zur Anlage gehört der Teepavillon in Fachwerk mit Ziegelausmauerung und Krüppelwalmdach. 